# Gran Premio di superbike di Portimão 2011
Il Gran Premio di superbike di Portimão 2011 è la tredicesima e ultima prova del mondiale superbike 2011, nello stesso fine settimana si corre il dodicesimo gran premio stagionale del mondiale supersport 2011 e il decimo della Superstock 1000 FIM Cup. Ha registrato nelle due gare di Superbike rispettivamente le vittorie di Carlos Checa e Marco Melandri, di Chaz Davies in Supersport e di Danilo Petrucci in Superstock 1000.
L'ultimo titolo non ancora assegnato, quello costruttori della Supersport, viene vinto dalla Yamaha.

## Superbike

### Gara 1[1]

#### Arrivati al traguardo
| Pos. | Nº  | Pilota            | Squadra                  | Motocicletta         | Giri | Tempo     | Griglia | Punti |
| ---- | --- | ----------------- | ------------------------ | -------------------- | ---- | --------- | ------- | ----- |
| 1º   | 7   | Carlos Checa      | Althea Racing            | Ducati 1098R         | 22   | 38:13.293 | 2º      | 25    |
| 2º   | 50  | Sylvain Guintoli  | Effenbert-Liberty Racing | Ducati 1098R         | 22   | +2.860    | 5º      | 20    |
| 3º   | 4   | Jonathan Rea      | Castrol Honda            | Honda CBR1000RR      | 22   | +8.481    | 1º      | 16    |
| 4º   | 1   | Max Biaggi        | Aprilia Alitalia Racing  | Aprilia RSV4 Factory | 22   | +11.963   | 17º     | 13    |
| 5º   | 17  | Joan Lascorz      | Kawasaki Racing          | Kawasaki ZX-10R      | 22   | +13.333   | 7º      | 11    |
| 6º   | 33  | Marco Melandri    | Yamaha World Superbike   | Yamaha YZF R1        | 22   | +18.960   | 4º      | 10    |
| 7º   | 121 | Maxime Berger     | Supersonic Racing        | Ducati 1098R         | 22   | +20.489   | 13º     | 9     |
| 8º   | 66  | Tom Sykes         | Kawasaki Racing          | Kawasaki ZX-10R      | 22   | +25.320   | 10º     | 8     |
| 9º   | 91  | Leon Haslam       | BMW Motorrad Motorsport  | BMW S1000 RR         | 22   | +26.695   | 11º     | 7     |
| 10º  | 96  | Jakub Smrž        | Effenbert-Liberty Racing | Ducati 1098R         | 22   | +26.801   | 6º      | 6     |
| 11º  | 84  | Michel Fabrizio   | Suzuki Alstare           | Suzuki GSX-R1000     | 22   | +27.115   | 14º     | 5     |
| 12º  | 2   | Leon Camier       | Aprilia Alitalia Racing  | Aprilia RSV4 Factory | 22   | +28.563   | 12º     | 4     |
| 13º  | 86  | Ayrton Badovini   | BMW Motorrad Italia      | BMW S1000 RR         | 22   | +31.765   | 9º      | 3     |
| 14º  | 11  | Troy Corser       | BMW Motorrad Motorsport  | BMW S1000 RR         | 22   | +31.822   | 18º     | 2     |
| 15º  | 41  | Noriyuki Haga     | PATA Racing Team Aprilia | Aprilia RSV4 Factory | 22   | +31.866   | 8º      | 1     |
| 16º  | 34  | Davide Giugliano  | Althea Racing            | Ducati 1098R         | 22   | +47.694   | 15º     |       |
| 17º  | 8   | Mark Aitchison    | Team Pedercini           | Kawasaki ZX-10R      | 22   | +47.737   | 16º     |       |
| 18º  | 31  | Karl Muggeridge   | Castrol Honda            | Honda CBR1000RR      | 22   | +1:06.213 | 19º     |       |
| 19º  | 58  | Eugene Laverty    | Yamaha World Superbike   | Yamaha YZF R1        | 20   | +2 giri   | 3º      |       |
| 20º  | 51  | Santiago Barragán | Team Pedercini           | Kawasaki ZX-10R      | 19   | +3 giri   | 22º     |       |
| 21º  | 12  | Joshua Waters     | Yoshimura Suzuki Racing  | Suzuki GSX-R1000     | 18   | +4 giri   | 21º     |       |

#### Ritirato
| Nº  | Pilota       | Squadra             | Motocicletta | Giri | Griglia |
| --- | ------------ | ------------------- | ------------ | ---- | ------- |
| 112 | Javier Forés | BMW Motorrad Italia | BMW S1000 RR | 15   | 20º     |

### Gara 2[2]

#### Arrivati al traguardo
| Pos. | Nº  | Pilota           | Squadra                  | Motocicletta         | Giri | Tempo     | Griglia | Punti |
| ---- | --- | ---------------- | ------------------------ | -------------------- | ---- | --------- | ------- | ----- |
| 1º   | 33  | Marco Melandri   | Yamaha World Superbike   | Yamaha YZF R1        | 22   | 38:11.326 | 4º      | 25    |
| 2º   | 58  | Eugene Laverty   | Yamaha World Superbike   | Yamaha YZF R1        | 22   | +1.075    | 3º      | 20    |
| 3º   | 4   | Jonathan Rea     | Castrol Honda            | Honda CBR1000RR      | 22   | +1.363    | 1º      | 16    |
| 4º   | 7   | Carlos Checa     | Althea Racing            | Ducati 1098R         | 22   | +2.648    | 2º      | 13    |
| 5º   | 50  | Sylvain Guintoli | Effenbert-Liberty Racing | Ducati 1098R         | 22   | +3.355    | 5º      | 11    |
| 6º   | 2   | Leon Camier      | Aprilia Alitalia Racing  | Aprilia RSV4 Factory | 22   | +4.709    | 12º     | 10    |
| 7º   | 1   | Max Biaggi       | Aprilia Alitalia Racing  | Aprilia RSV4 Factory | 22   | +6.514    | 17º     | 9     |
| 8º   | 17  | Joan Lascorz     | Kawasaki Racing          | Kawasaki ZX-10R      | 22   | +14.441   | 7º      | 8     |
| 9º   | 86  | Ayrton Badovini  | BMW Motorrad Italia      | BMW S1000 RR         | 22   | +19.128   | 9º      | 7     |
| 10º  | 121 | Maxime Berger    | Supersonic Racing        | Ducati 1098R         | 22   | +25.527   | 13º     | 6     |
| 11º  | 41  | Noriyuki Haga    | PATA Racing Team Aprilia | Aprilia RSV4 Factory | 22   | +26.400   | 8º      | 5     |
| 12º  | 34  | Davide Giugliano | Althea Racing            | Ducati 1098R         | 22   | +26.646   | 15º     | 4     |
| 13º  | 96  | Jakub Smrž       | Effenbert-Liberty Racing | Ducati 1098R         | 22   | +26.963   | 6º      | 3     |
| 14º  | 84  | Michel Fabrizio  | Suzuki Alstare           | Suzuki GSX-R1000     | 22   | +30.209   | 14º     | 2     |
| 15º  | 91  | Leon Haslam      | BMW Motorrad Motorsport  | BMW S1000 RR         | 22   | +30.951   | 11º     | 1     |
| 16º  | 11  | Troy Corser      | BMW Motorrad Motorsport  | BMW S1000 RR         | 22   | +31.057   | 18º     |       |
| 17º  | 31  | Karl Muggeridge  | Castrol Honda            | Honda CBR1000RR      | 22   | +57.941   | 19º     |       |
| 18º  | 12  | Joshua Waters    | Yoshimura Suzuki Racing  | Suzuki GSX-R1000     | 22   | +58.577   | 21º     |       |
| 19º  | 112 | Javier Forés     | BMW Motorrad Italia      | BMW S1000 RR         | 22   | +1:04.011 | 20º     |       |
| 20º  | 8   | Mark Aitchison   | Team Pedercini           | Kawasaki ZX-10R      | 22   | +1:04.397 | 16º     |       |

#### Ritirati
| Nº | Pilota            | Squadra         | Motocicletta    | Giri | Griglia |
| -- | ----------------- | --------------- | --------------- | ---- | ------- |
| 66 | Tom Sykes         | Kawasaki Racing | Kawasaki ZX-10R | 17   | 10º     |
| 51 | Santiago Barragán | Team Pedercini  | Kawasaki ZX-10R | 9    | 22º     |

## Supersport[3]

### Arrivati al traguardo
| Pos. | Nº  | Pilota             | Squadra                  | Motocicletta        | Giri | Tempo     | Griglia | Punti |
| ---- | --- | ------------------ | ------------------------ | ------------------- | ---- | --------- | ------- | ----- |
| 1º   | 7   | Chaz Davies        | Yamaha ParkinGO          | Yamaha YZF R6       | 20   | 35:31.062 | 3º      | 25    |
| 2º   | 44  | David Salom        | Kawasaki Motocard.com    | Kawasaki ZX-6R      | 20   | +1.253    | 1º      | 20    |
| 3º   | 77  | James Ellison      | Bogdanka PTR Honda       | Honda CBR600RR      | 20   | +1.415    | 10º     | 16    |
| 4º   | 9   | Luca Scassa        | Yamaha ParkinGO          | Yamaha YZF R6       | 20   | +5.522    | 8º      | 13    |
| 5º   | 21  | Florian Marino     | Hannspree Ten Kate Honda | Honda CBR600RR      | 20   | +21.658   | 4º      | 11    |
| 6º   | 22  | Roberto Tamburini  | Bike Service R.T.        | Yamaha YZF R6       | 20   | +24.490   | 12º     | 10    |
| 7º   | 55  | Massimo Roccoli    | Lorenzini by Leoni       | Kawasaki ZX-6R      | 20   | +25.506   | 5º      | 9     |
| 8º   | 117 | Miguel Praia       | Parkalgar Honda          | Honda CBR600RR      | 20   | +32.271   | 13º     | 8     |
| 9º   | 65  | Vladimir Leonov    | Yakhnich Motorsport      | Yamaha YZF R6       | 20   | +32.660   | 18º     | 7     |
| 10º  | 38  | Balázs Németh      | Hungary Toth             | Honda CBR600RR      | 20   | +32.680   | 17º     | 6     |
| 11º  | 31  | Vittorio Iannuzzo  | Lorenzini by Leoni       | Kawasaki ZX-6R      | 20   | +34.732   | 15º     | 5     |
| 12º  | 99  | Fabien Foret       | Hannspree Ten Kate Honda | Honda CBR600RR      | 20   | +35.109   | 7º      | 4     |
| 13º  | 5   | Alexander Lundh    | Cresto Guide Racing      | Honda CBR600RR      | 20   | +51.652   | 19º     | 3     |
| 14º  | 4   | Gino Rea           | Step Racing              | Honda CBR600RR      | 20   | +54.002   | 9º      | 2     |
| 15º  | 28  | Paweł Szkopek      | Bogdanka PTR Honda       | Honda CBR600RR      | 20   | +54.400   | 16º     | 1     |
| 16º  | 8   | Bastien Chesaux    | MACH Racing              | Honda CBR600RR      | 20   | +57.653   | 23º     |       |
| 17º  | 87  | Luca Marconi       | Bike Service R.T.        | Yamaha YZF R6       | 20   | +57.933   | 25º     |       |
| 18º  | 25  | Marko Jerman       | MD Team Jerman           | Triumph Daytona 675 | 20   | +58.900   | 30º     |       |
| 19º  | 76  | Günther Knobloch   | GERIN-SKM Racing         | Yamaha YZF R6       | 20   | +1:04.473 | 21º     |       |
| 20º  | 6   | Gianluca Vizziello | KUJA Racing              | Honda CBR600RR      | 20   | +1:14.703 | 26º     |       |
| 21º  | 37  | David Linortner    | GERIN-SKM Racing         | Yamaha YZF R6       | 20   | +1:14.703 | 29º     |       |
| 22º  | 30  | Thomas Caiani      | KUJA Racing              | Honda CBR600RR      | 20   | +1:38.076 | 27º     |       |
| 23º  | 78  | Konstantin Pisarev | Step Racing              | Honda CBR600RR      | 20   | +1:51.837 | 31º     |       |
| 24º  | 24  | Eduard Blokhin     | RivaMoto                 | Yamaha YZF R6       | 19   | +1 giro   | 32º     |       |

### Ritirati
| Nº  | Pilota          | Squadra                        | Motocicletta        | Giri | Griglia |
| --- | --------------- | ------------------------------ | ------------------- | ---- | ------- |
| 91  | Danilo Dell'Omo | Suriano Racing                 | Triumph Daytona 675 | 19   | 14º     |
| 34  | Ronan Quarmby   | Suriano Racing                 | Triumph Daytona 675 | 17   | 11º     |
| 8i  | Luke Stapleford | Profile Road and Racing Perfor | Kawasaki ZX-6R      | 17   | 28º     |
| 11  | Sam Lowes       | Parkalgar Honda                | Honda CBR600RR      | 11   | 6º      |
| 3   | Jesco Günther   | Vector KM Racing               | Yamaha YZF R6       | 5    | 22º     |
| 127 | Robbin Harms    | Harms Benjan Racing            | Honda CBR600RR      | 4    | 20º     |
| 23  | Broc Parkes     | Kawasaki Motocard.com          | Kawasaki ZX-6R      | 2    | 2º      |
| 10  | Imre Tóth       | Hungary Toth                   | Honda CBR600RR      | 0    | 24º     |

### Non partito
| Nº | Pilota       | Squadra    | Motocicletta   |
| -- | ------------ | ---------- | -------------- |
| 69 | Ondřej Ježek | SMS Racing | Honda CBR600RR |

### Non qualificato
| Nº | Pilota        | Squadra  | Motocicletta  |
| -- | ------------- | -------- | ------------- |
| 73 | Oleg Pozdneev | RivaMoto | Yamaha YZF R6 |

## Superstock
La pole position è stata fatta segnare da Danilo Petrucci in 1:45.282; lo stesso pilota ha effettuato il giro più veloce in gara, in 1:45.066.

### Arrivati al traguardo
| Pos. | Nº  | Pilota              | Squadra              | Motocicletta    | Giri | Tempo     | Griglia | Punti |
| ---- | --- | ------------------- | -------------------- | --------------- | ---- | --------- | ------- | ----- |
| 1º   | 9   | Danilo Petrucci     | Barni Racing         | Ducati 1098R    | 11   | 19:31.819 | 1º      | 25    |
| 2º   | 20  | Sylvain Barrier     | BMW Motorrad Italia  | BMW S1000 RR    | 11   | +8.019    | 5º      | 20    |
| 3º   | 32  | Sheridan Morais     | Lorenzini by Leoni   | Kawasaki ZX-10R | 11   | +8.115    | 4º      | 16    |
| 4º   | 67  | Bryan Staring       | Team Pedercini       | Kawasaki ZX-10R | 11   | +8.364    | 7º      | 13    |
| 5º   | 87  | Lorenzo Zanetti     | BMW Motorrad Italia  | BMW S1000 RR    | 11   | +9.354    | 11º     | 11    |
| 6º   | 8   | Andrea Antonelli    | Team Lorini          | Honda CBR1000RR | 11   | +9.466    | 10º     | 10    |
| 7º   | 65  | Loris Baz           | Ten Kate Junior      | Honda CBR1000RR | 11   | +9.664    | 2º      | 9     |
| 8º   | 15  | Fabio Massei        | Team Piellemoto      | BMW S1000 RR    | 11   | +16.030   | 9º      | 8     |
| 9º   | 5   | Marco Bussolotti    | Pedercini Team       | Kawasaki ZX-10R | 11   | +17.276   | 14º     | 7     |
| 10º  | 17  | Brett McCormick     | Garnier Alpha Racing | BMW S1000 RR    | 11   | +18.267   | 15º     | 6     |
| 11º  | 21  | Markus Reiterberger | Garnier Alpha Racing | BMW S1000 RR    | 11   | +18.290   | 17º     | 5     |
| 12º  | 14  | Lorenzo Baroni      | Althea Racing        | Ducati 1098R    | 11   | +20.539   | 6º      | 4     |
| 13º  | 36  | Leandro Mercado     | Team Pedercini       | Kawasaki ZX-10R | 11   | +26.466   | 19º     | 3     |
| 14º  | 31  | Christoffer Bergman | BWG Racing Kawasaki  | Kawasaki ZX-10R | 11   | +27.637   | 13º     | 2     |
| 15º  | 7   | Dani Rivas          | Goeleven             | Kawasaki ZX-10R | 11   | +28.682   | 24º     | 1     |
| 16º  | 4   | Taylor Knapp        | CN Racing            | Kawasaki ZX-10R | 11   | +28.849   | 20º     |       |
| 17º  | 86  | Beau Beaton         | Garnier Racing       | BMW S1000 RR    | 11   | +32.270   | 18º     |       |
| 18º  | 64  | Danilo Andric       | Limited Motorsport   | BMW S1000 RR    | 11   | +35.577   | 23º     |       |
| 19º  | 40  | Alen Győrfi         | Adrenalin H-Moto     | Honda CBR1000RR | 11   | +39.242   | 26º     |       |
| 20º  | 55  | Tomáš Svitok        | SK Energy            | Ducati 1098R    | 11   | +39.322   | 21º     |       |
| 21º  | 71  | Roy ten Napel       | Domburg Racing       | Honda CBR1000RR | 11   | +56.110   | 27º     |       |
| 22º  | 133 | Marek Szkopek       | Bogdanka PTR Honda   | Honda CBR1000RR | 11   | +59.344   | 28º     |       |
| 23º  | 39  | Randy Pagaud        | Garnier Racing       | BMW S1000 RR    | 11   | +59.537   | 25º     |       |
| 24º  | 141 | Sérgio Batista      | J A R Racing         | Kawasaki ZX-10R | 11   | +1:08.612 | 29º     |       |

### Ritirati
| Nº  | Pilota            | Squadra                  | Motocicletta    | Giri | Griglia |
| --- | ----------------- | ------------------------ | --------------- | ---- | ------- |
| 11  | Jérémy Guarnoni   | MRS Yamaha Racing France | Yamaha YZF R1   | 9    | 12º     |
| 107 | Niccolò Rosso     | BWG Racing Kawasaki      | Kawasaki ZX-10R | 8    | 22º     |
| 6   | Lorenzo Savadori  | Lorenzini by Leoni       | Kawasaki ZX-10R | 5    | 8º      |
| 93  | Matthieu Lussiana | Team ASPI                | BMW S1000 RR    | 3    | 16º     |
| 59  | Niccolò Canepa    | Lazio MotorSport         | Ducati 1098R    | 1    | 3º      |